# 格思里 (肯塔基州)
格思里（英語：Guthrie），是美国肯塔基州的一座城市。面积约为4.4平方公里（1.7平方英里）。根据2010年美国人口普查，该市的人口为1,419人。